# Landsat 9
Landsat 9 es un satélite de observación de la Tierra lanzado el 27 de septiembre de 2021 desde el Space Launch Complex-3E en la Base de la Fuerza Espacial Vandenberg en un vehículo de lanzamiento Atlas V 401.
Landsat 9, una asociación entre la NASA y el Servicio Geológico de EE. UU., continuará con el papel fundamental del programa Landsat en el monitoreo, la comprensión y la gestión de los recursos terrestres necesarios para sustentar la vida humana.
Las mayores tasas actuales de cambio en la cubierta terrestre y el uso de la tierra a nivel mundial tienen profundas consecuencias para el clima y el cambio climático, la función y los servicios de los ecosistemas, el ciclo y el secuestro de carbono, la gestión de recursos, la economía nacional y mundial, la salud humana y la sociedad.
Landsat es el único sistema satelital de EE. UU. diseñado y operado para observar repetidamente la superficie terrestre global a una escala moderada que muestra cambios tanto naturales como inducidos por el hombre.